# Lubomyr Romankiw
Lubomyr Taras Romankiw (ukrainisch Любомир Тарас Романків / Ljubomyr Taras Romankiw; * 17. April 1931 in Żółkiew, Woiwodschaft Lwów, Polen; † 28. Juni 2024) war ein ukrainisch-kanadischer Materialwissenschaftler und Ingenieur bei IBM. 
Romankiw studierte an der University of Alberta mit dem Bachelor-Abschluss 1955 und am Massachusetts Institute of Technology (MIT) mit dem Master-Abschluss 1962 und der Promotion im selben Jahr auf dem Gebiet der Metallurgie und der Materialwissenschaften. 1959 bis 1961 war er Instructor am MIT. Ab 1962 war er am Thomas J. Watson Research Center von IBM, zunächst im Bereich Elektrochemie und 1963/64 und 1968 bis 1978 als Manager der Gruppe magnetische Materialien. Ab 1981 war er Manager Material and Process Studies.
Romankiw entwickelte mit David Thompson bei IBM einen Lesekopf für dünne magnetische Filme, der kompaktere, billigere und umfangreichere Datenspeicherung für Computer ermöglichte (Festplatten). Er war an über 65 Patenten beteiligt und arbeitete in den Bereichen magnetische Materialien und Geräte, Elektrochemie und Chemieingenieurwesen (zum Beispiel im Bereich Verkupfern), Deposition dünner Filme, Metallurgie, Dielektrika, Bildschirmen.
Er war IBM Fellow, IEEE Fellow, Fellow der Electrochemical Society und er wurde 2012 in die National Inventors Hall of Fame aufgenommen. 1993 erhielt er die Perkin Medal, er erhielt 1994 den IEEE Morris N. Liebmann Memorial Award und die Vittorio de Nora Medal der Electrochemical Society. Romankiw war Mitglied der IBM Academy of Technology. 2000 erhielt er den Inventor of the Year Award der East New York Intellectual Property Law Association.
Er hatte die kanadische Staatsbürgerschaft.
Romankiw starb am 28. Juni 2024 im Alter von 93 Jahren.